# 록키 4
록키 4(Rocky IV)는 1985년 개봉한 미국의 영화로 록키의 4번째 시리즈이다.

## 출연진
- 실베스터 스탤론 - 록키 발보아
- 탈리아 샤이어 - 에이드리언
- 버트 영 - 폴리
- 칼 웨더스 - 아폴로 크리드
- 브리짓 닐센 - 류드밀라
- 돌프 룬드그렌 - 이반 드라고
- 토니 버튼 - 듀크

## 줄거리
장신, 최강력 펀치의 소련 권투 선수 이반 드라고(돌프 룬드그렌)의 등장. 아폴로가 멋도 없이 드라고와 시합을 가지다가 상처로 숨지자, 이미 은퇴하던 록키는 분노를 느껴 친구에 대한 복수를 준비하여 소련으로 떠난다. 첨단 과학 기술로 훈련하는 드라고와 시베리아의 추위 아래에서 훈련하는 록키. 둘은 모스크바에서 만나 시합을 가진다.
힘겨운 싸움 끝에 드라고를 KO로 물리친 록키는 미국인으로서의 명예를 지켜낸다.

## 한국판 성우진(MBC) (1995년 1월 31일)
- 이정구 - 록키 (실베스터 스탤론)
- 윤소라 - 애드리안 (탈리아 샤이어)
- 이도련 - 폴리 (버트 영)
- 이윤연 - 아폴로 (칼 웨더스)
- 김관철 - 드라고 (돌프 룬드그렌)
- 탁재인 - 듀크 (토니 버튼)
- 이종오 - 니콜라이 (마이클 파타키)
- 우정신 - 로버트 (록키 크래코프)
- 권혁수
- 오혜숙
- 손원일
- 안지환
- 유은숙
- 이진홍